# Перрос-Гирек
Перрос-Гирек (фр. Perros-Guirec, брет. Perroz-Gireg) — коммуна во Франции, находится в регионе Бретань. Департамент — Кот-д’Армор. Центр кантона кантона Перрос-Гирек. Округ коммуны — Ланьон. Расположена в 75 км к северо-западу от Сен-Бриё и в 103 км к северо-востоку от Бреста, в 32 км от национальной автомагистрали N12, на побережье Ла-Манша.
Население (2019) — 7 089 человек.

## История
Перрос-Гирек расположен в охраняемом природном месте, посреди необычного ландшафта, где земля и море усеяны розовыми гранитными камнями с формами, которые, кажется, вырезаны ветром. Этот участок бретонского побережья Ла-Манша именуется Берег розового гранита.
Город получил свое имя от проповедника из Уэльса Святого Гирека; его памяти посвящены часовня и ораторий.  В Средние Века через него шла дорога в Сантьяго-де-Компостела для паломников из Англии. Перрос-Гирек живет в основном  туризмом. Летом в городе проводятся многочисленные спортивные, культурные и экономические мероприятия, а его население увеличивается примерно в 8 раз. Он известен как семейный курорт благодаря красивым песчаным пляжам (Trestraou и Trestrignel) и побережью, состоящим частично из блоков розового гранита. В 2007 году город был признан лучшим курортом Франции в опросе, проведенном журналом Le Nouvel Observateur.

## Достопримечательности
- Церковь Святого Жака (Иакова)
- Часовня Нотр-Дам в Ла-Кларте XV века
- Ораторий Святого Гирека
- Гранд-отель 20-х годов XX века в стиле арт-деко
- Замок Корстаэр конца XIX века на одноименном острове
- Маяк Плуманаш
- Пляжи и природные парки в окрестностях города

## Экономика
Структура занятости населения:
- сельское хозяйство — 0,7 %
- промышленность — 6,4 %
- строительство — 7,3 %
- торговля, транспорт и сфера услуг — 55,5 %
- государственные и муниципальные службы — 30,1 %

Уровень безработицы (2018) — 15,3 % (Франция в целом —  13,4 %, департамент Кот-д’Армор — 11,5 %). 

Среднегодовой доход на 1 человека, евро (2018) — 24 580 (Франция в целом — 21 730, департамент Кот-д’Армор — 21 230).

## Демография
Динамика численности населения, чел.

## Администрация
Пост мэра Перрос-Гирека с 2014 года занимает Эрве Леон (Erven Léon), член Совета департамента Кот-д’Армор от кантона Перрос-Гирек. На муниципальных выборах 2020 года возглавляемый им правый список победил во 2-м туре, получив 45,49 % голосов (из трех списков).
| Период | Период | Фамилия         | Партия                                                   | Примечания |
| ------ | ------ | --------------- | -------------------------------------------------------- | --- |
| 1961   | 1981   | Ив Ле Парантоэн |                                                          | |
| 1981   | 2013   | Ивон Бонно      | Союз за французскую демократию Союз за народное движение | руководитель предприятия, президент Ассоциации мэров побережья, вице-президент Регионального совета Бретани, депутат Национального собрания |
| 2013   | 2014   | Жиль Деклошес   | Разные правые                                            | |
| 2014   |        | Эрвен Леон      | Разные правые                                            | руководитель предприятия, вице-президент Совета департамента                                                                                |

## Города-побратимы
- Тинмут, Великобритания
- Драгонера, Испания
- Йёнчёпинг, Швеция

## Галерея

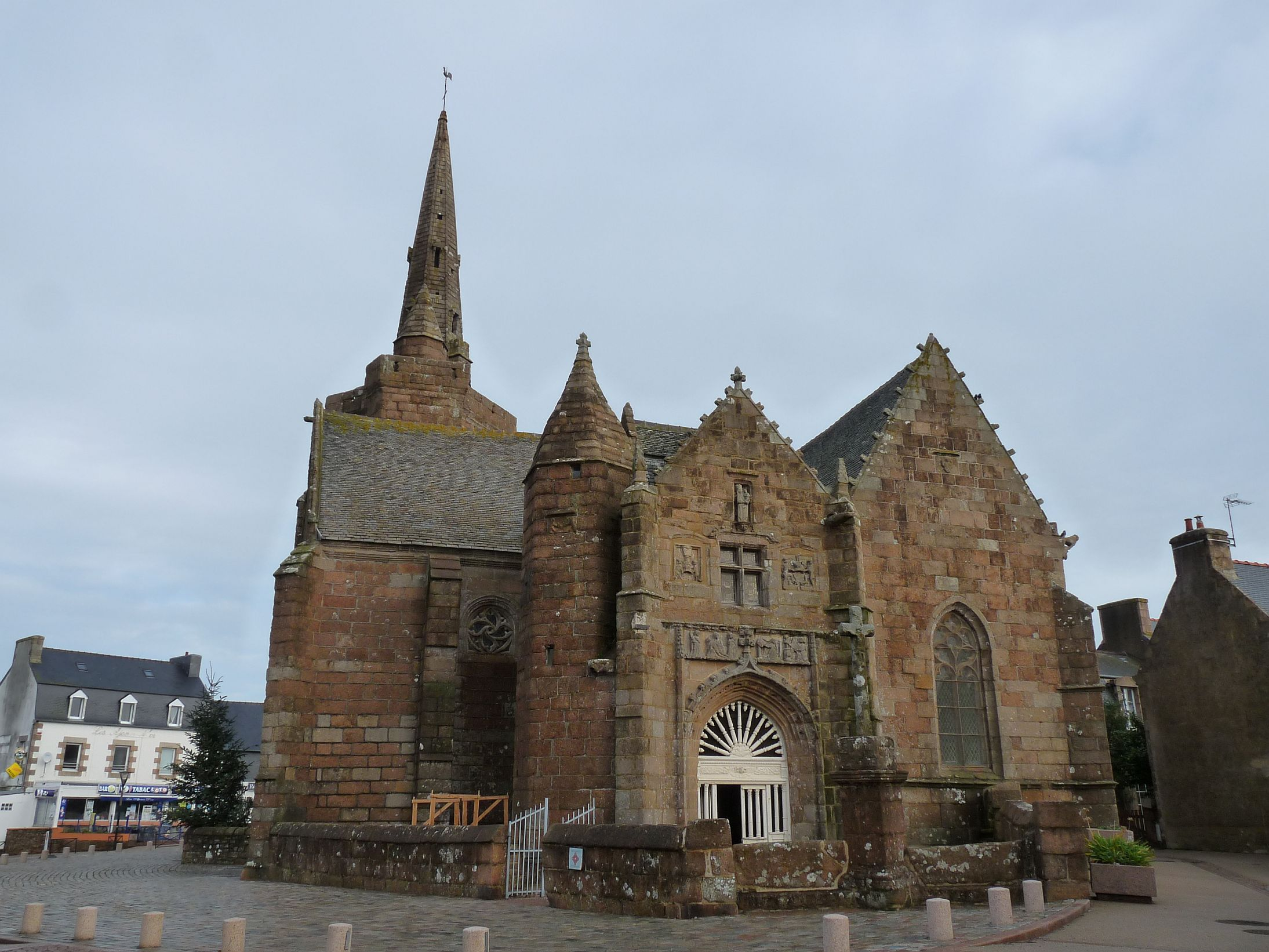
Часовня Нотр-Дам
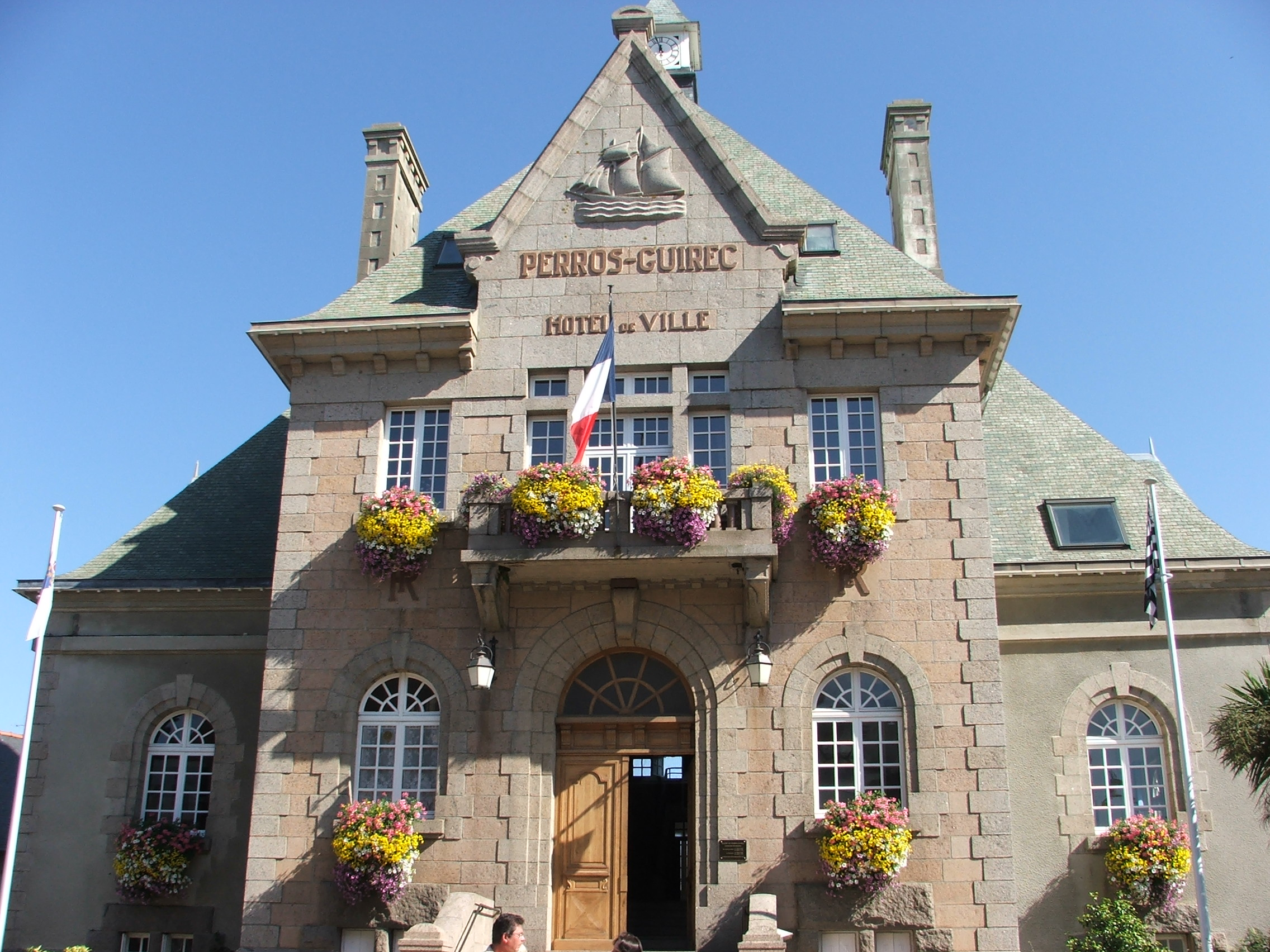
Мэрия
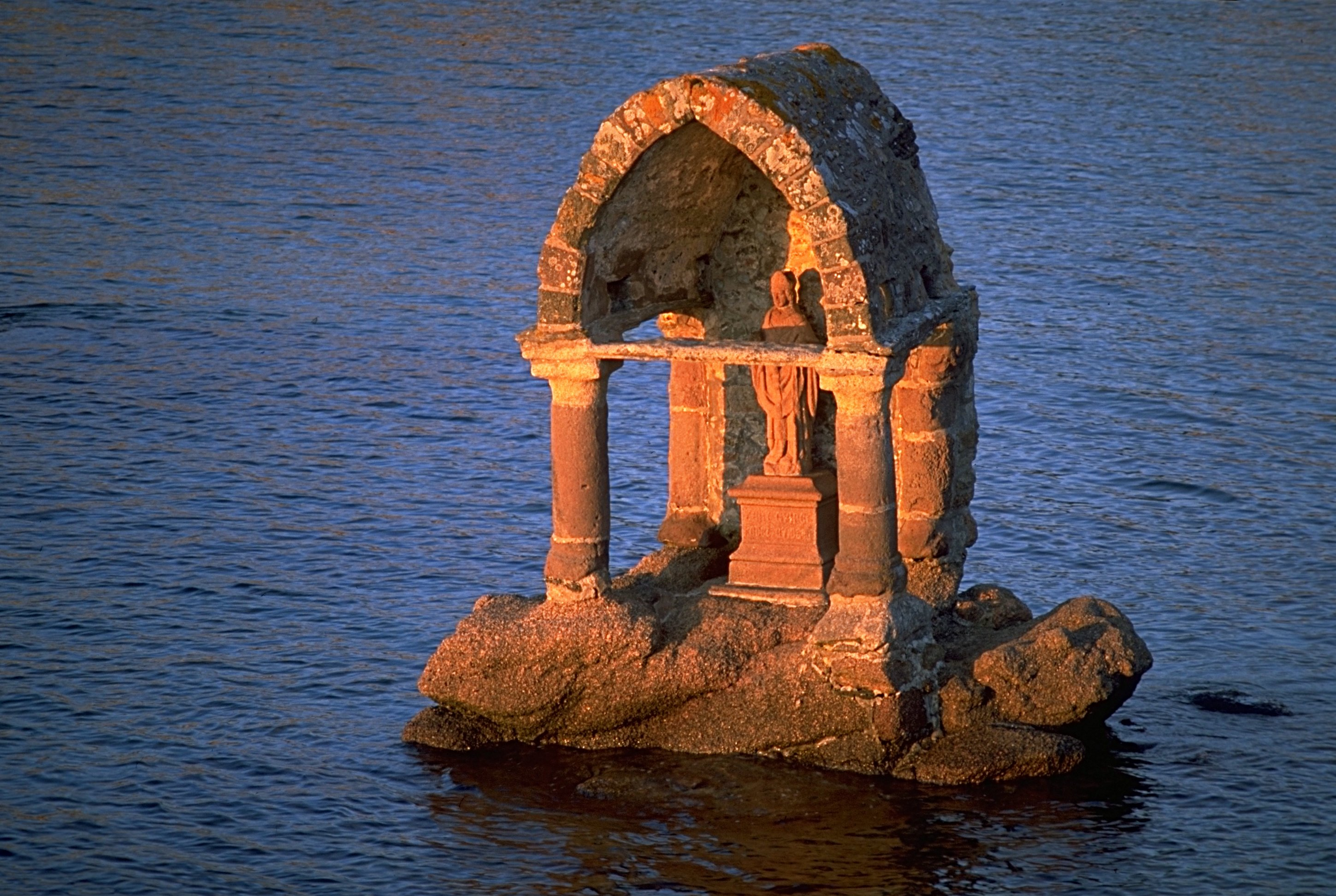
Ораторий Святого Гирека
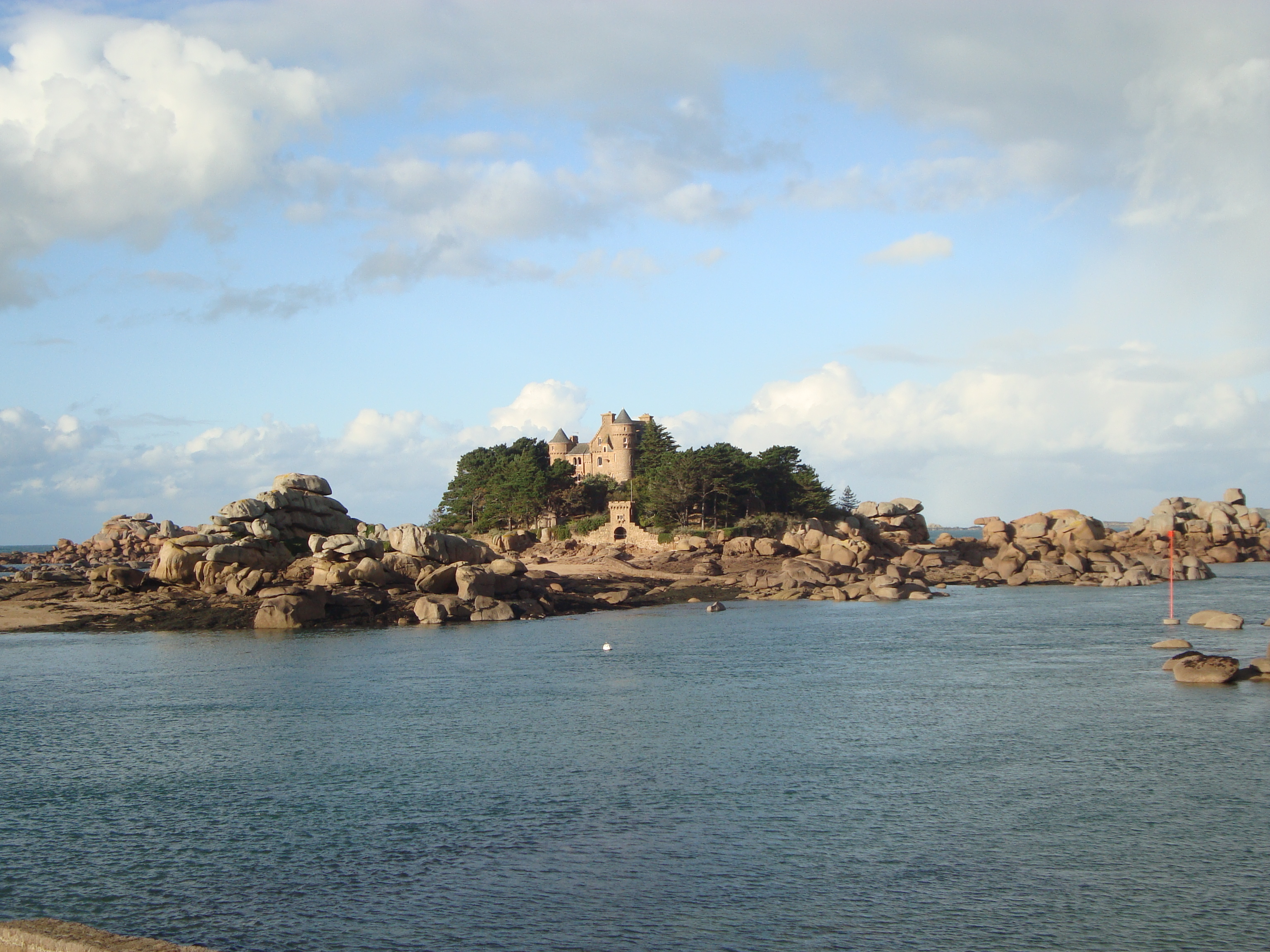
Замок Костаэр
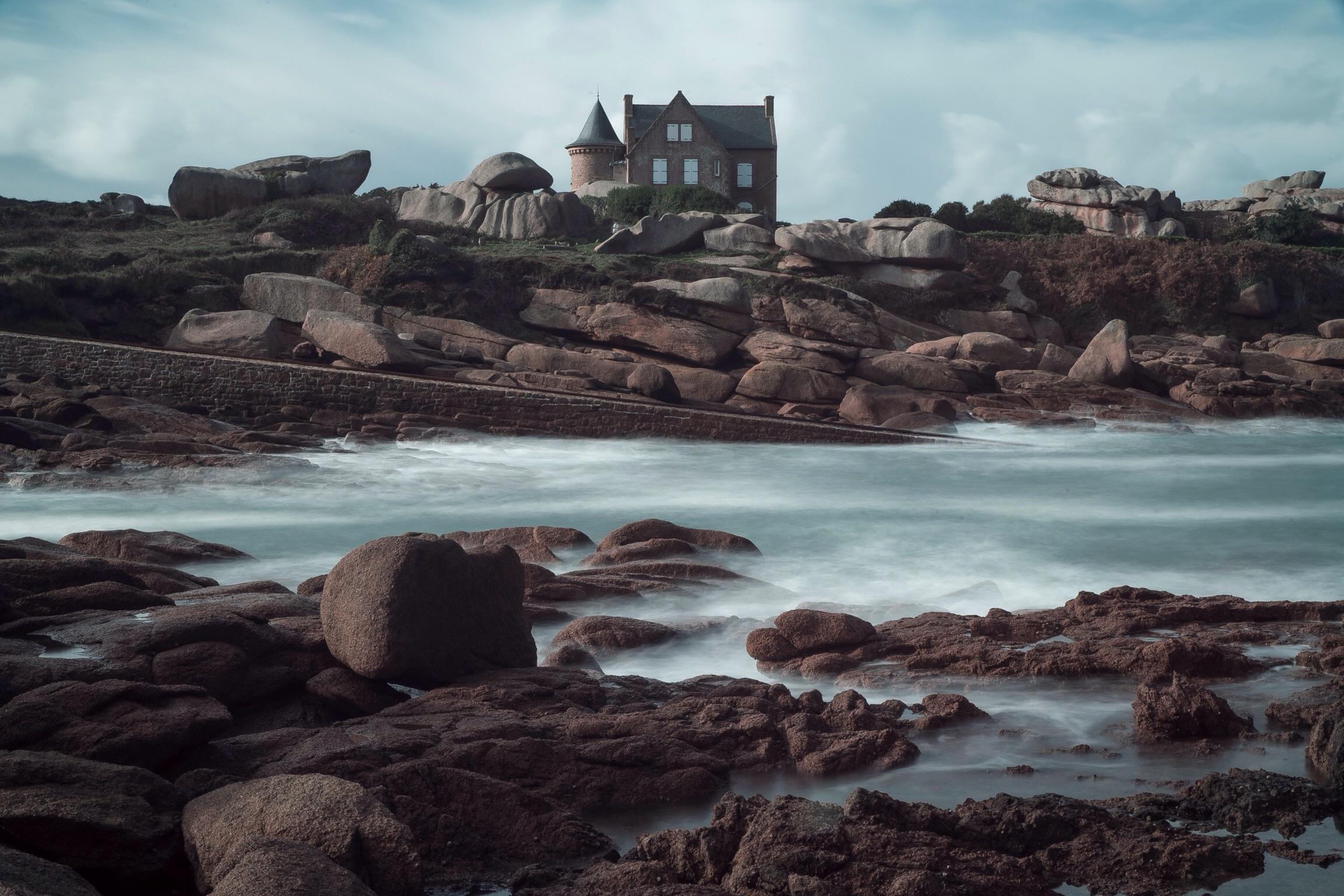
Гранитное побережье Перрос-Гирека